# الحدجة (ذي السفال)

تعديل مصدري - تعديل

الحدجة محلة تابعة لقرية عبلال، التابعة لعزلة خنوة بمديرية ذي السفال إحدى مديريات محافظة إب في الجمهورية اليمنية، بلغ تعداد سكانها 106 حسب تعداد اليمن لعام 2004.